# Haskell (Arkansas)
Haskell è una città degli Stati Uniti d'America situata nello Stato dell'Arkansas, nella Contea di Saline.